# Societatea Arta
Societatea Arta a fost o organizație artistică care s-a înființat la sfârșitul anului 1909 de către fotograful Schwartz.

## Înființarea societății
Datorită unei reale confruntări de interese și opinii ale artiștilor plastici din România de sfârșit al primei decade a secolului al XX-lea, existau la București, deja, trei societăți al căror scop principal era acela de sprijinire și încurajare a artei - Societatea „Cercul artistic” înființată în 1890, Tinerimea artistică în 1901, și Societatea generală a artiștilor din România în 1908. Acestora trei, li s-au alăturat încă vreo patru organizații al căror țeluri erau promovarea artei, literaturii și muzicii.
Toate societățile care-și desfășurau activitatea în acea perioadă, se concentrau în special în organizarea de expoziții anuale. Fiind, de fapt, principalul deziderat al lor, chiar dacă Tinerimea artistică avea reușite de răsunet, activitatea în sine nu satisfăcea pe deplin goana sculptorilor și pictorilor după o recunoaștere publică din partea iubitorilor de artă și nu în ultimul rând a colecționarilor. Stringenta lor necesitate s-a înfăptuit pentru o scurtă perioadă de timp în programul Societății Arta, care a fost înființată de fotograful artistic Schwartz la sfârșitul anului 1909.
Unicul scop al Societății Arta a fost organizarea de expoziții „... de artă modernă”. Manifestările pe care societatea intenționa să le desfășoare, erau gândite ca un mod de a crea oportunitatea artiștilor de a participa permanent la astfel de evenimente expoziionale și pe de altă parte pentru a menține „... viu interesul obștesc față de mișcarea artistică”.
Sala de expoziție era organizată în cele două camere ale sediului societății din strada Lascăr Catargiu nr. 7, aflată la intersecția cu strada Luminei din București. Durata expozițiilor era plănuită a fi pe timp de o lună de zile, iar vernisajele trebuiau să fie făcute în prima duminică a fiecărei luni. Artiștii participanți trebuiau să aducă lucrările pe care voiau să le expună în luna viitoare, până cel târziu în data de 25 a fiecărei luni. Juriul societății alegea viitoarele exponate care aveau în final afișate prețurile cu care artiștii doreau să le vândă. Alegerea expoznatelor se făcea în funcție de calitatea artistică, precum și în funcție de mărimea lor, deoarece sălile destinate expunerii nu erau foarte generoase ca mărime. Custodele fiecarei manifestări expoziționale era ales din rândurile artiștilor de colegii participanți la evenimente.

## Manifestări expoziționale

### Expoziția din ianuarie 1910
Prima expoziție s-a deschis la începutul lunii ianuarie 1910. Au participat la ea, marea majoritate a membrilor Societății Tinerimea artistică. Cronica de presă a fost elogioasă la adresa evenimentului și a menționat aportul expozanților: Ștefan Luchian, Gheorghe Petrașcu, Theodor Pallady, Constantin Artachino, Arthur Verona, Cecilia Cuțescu-Storck, Rodica Maniu, Nicolae Vermont, Ipolit Strâmbu, Kimon Loghi, Constantin Aricescu, Nicolae Grant, Dumitru Mihăilescu, Alexandru Poitevin-Skeletti, Sanielevici, Oscar Spathe, Frederic Storck , Richard Canisius. Aici au mai expus Steriadi, Theodorescu-Sion, Arthur Segal, Camil Ressu, Samuel Mützner, Brâncuși..

### Expoziția din februarie 1910
În luna februarie a anului 1910, a avut loc cea de a doua expoziție a societății și ea a fost destinată graficii. Ea a fost prima manifestare dedicată lucrărilor de grafică din România. Lucrările de grafică ale lui Luchian au întrunit sufragiile vizitatorilor, similar lor, acuarelele lui Vermont. De o mare simpatie s-au bucurat și desenele Ceciliei Cuțescu-Storck, acuarelele lui Ion Theodorescu-Sion, desenele Alexandrinei Biju și ale lui Dumitru Mihăilescu, gravurile lui Alexandru Poitevin-Scheletti și Carring, precum și schițele lui Jean Alexandru Steriadi. În plus de toate acestea, pe simeze au mai fost două picturi ale pictorului Sperlich (decedat), mai multe lucrări de artă decorativă ale domnișoarei Goga, sculpturi în lemn ale lui Mănescu și covoare realizate de elevele școlii de sericicultură.

### Expoziția din martie 1910
În luna martie 1910, a treia expoziție a societășii a fost dedicată „Întâiei expoziții de artă modernă Arthur Segal". Segal a adus pe simeze douăzeci de tablouri lucrate în tehnica pointilistă. Prin acest eveniment artistic, societatea a urmat stipulările statutare de înființare prin care aceasta dorea să promoveze pointilism în România prin organizarea de expoziții personale la care să participe Arthur Segal, Ion Theodorescu-Sion, Camil Ressu, Cecilia Cuțescu-Storck, Theodor Pallady, Iosif Iser, Samuel Mützner și Constantin Brâncuși.
La vernisajul expoziției lui Segal, susținătorii artei din acea epocă au considerat că era „..cu atît mai însemnat... cu cât nimeni n-a îndrăznit pînă acum să expună numai asemenea lucrări". Cu toate acestea, expoziția lui Segal nu stârnit emoțiile pe care inițiatorii le-au scontat. Nu au existat nici polemici ale cronicilor de presă care să genereze o largă popularizare a evenimentului.

### Expoziția din mai 1910
Expoziția a patra a societății din luna mai a anului 1910, a avut pe simeze o parte a lucrărilor lui Segal din precedenta manifestare și lucrări realizate de Nicolae Vermont, Jean Alexandru Steriadi, Oscar Obedeanu, Arthur Verona, Ion Theodorescu-Sion, Ipolit Strâmbulescu și două busturi făcute de Frederic Storck.
Cronica de presă a amintit numele celor care au participat și doar trei realizări mai speciale: Vânzătoarea de dantele a lui Steriadi, Christ pe cruce a lui Ion Theodorescu-Sion și Portul Constanța (proiect de panou) a lui Nicolae Vermont.

### Alte manifestări artistice
Din cercetările de arhive pe care le-a făcut istoricul de artă Petre Oprea, a rezultat că, începând din luna iunie a anului 1910,  activitatea societății a trecut într-un con de umbră, ea nu a mai suscitat interesul presei și a cronicarilor de artă. De asemenea, trebuie luată în considerare și ipoteza că expozițiile organizației devenite ceva obișnuit în peisajul bucureștean al epocii, ele nu au mai incitat interesul nimănui.
De abia în luna decembrie 1910 s-a pomenit că în saloanele Societății Arta a fost expusă pentru vânzare colecția de tablouri a lui Eugen Carada de către moștenitorii acestuia. Colecția avea în componență picturi realizate de Nicolae Grigorescu în peregrinările lui de la Barbizon și Vitre.
În luna aprilie a anului 1911, s-a deschis la saloanele societății o expoziție de pictură ce avea cap de afiș operele lui Ion Andreescu - un peisaj, și Nicolae Grigorescu - două tablouri: Țărancă și Studiu de boi. Au mai expus Gheorghe Petrașcu - un Portret și un peisaj din Egipt, Theodor Pallady cu tablouri cu flori, Alexandru Satmari - trei peisaje: Un interior de bucătărie și celelalte două cu imagini din curți mănăstirești. Expoziția era completată cu opere realizate de Ion Bassarab, Eugen Voinescu, Canisius, Serafim, Suter și Mironescu.

## Desființarea organizației
Ultima expoziție a societății a fost cea din aprilie 1911. Fotograful Schwartz a renunțat să mai pună la dispoziția artiștilor spațiile sale din cauza nerentabilității afacerii din domeniul artei. A revenit la destinația inițială a spațiilor ca atelier de fotografie.

## Concluzii
Prin spiritul său mercantil, fotograful Schwartz a creat condițiile pentru existența unei societăți artistice, chiar dacă pentru o scurtă perioadă de timp, ce a rămas în istoria artelor plastice din România deoarece:
- a creat premisele pentru coagularea în jurul ei a principalilor artiști români care și-au desfășurat creativitatea în acei ani;[13]
- expozițiile pe care le-a organizat a popularizat numele celor mai buni artiști români din acea vreme;[13]
- a dovedit încă o dată că prin lipsa unui număr suficient de mare de amatori de artă, nu era posibilă existența unei săli permanente de expunere a realizărilor artiștilor români.[13]